# A.M.D.
Az A.M.D. (Anti Military Demonstration) A Magyar punk-hardcore mozgalom úttörője.  

## Története
A zenekart /Sotár/ Ferenczi Tibor és /Kiskovács/ Kovács Zoltán alapította 1987-nyarán, a mára már kultikussá váló első magyar hardcore-együttes a Marina Revue és az akkoriban megjelenő külföldi hardcore-zenekarok hatására. 
A kezdeti felállás Füleki Sándor gitár /aki ugyanakkor a Leukémiában is játszott/ és /Cséb/ Sovák Gábor basszusgitár, Sotár ének, Kiskovács dob.
Az első koncert 1988 februárjában a Muter klubban volt, majd 1988 közepén felvették első 10 számos demójukat. 
Cséb augusztusban sorkatonai teendői miatt elhagyta a zenekart, vele az utolsó koncertet a PECSA-ban adták, helyére Sík Endre (ex-Kazányi) szállt be és vele megkezdődtek a nyugat-európai koncertek.

Ennek az eredménye lett, hogy 1989-ben Németországban limitált példányban megjelent a Sucking Stalin Tour koncert anyag egy kis kiadónál. A zenekar itthon és külföldön is egyre ismertebb lett, de zenei nézetkülönbségek miatt Füleki Sándor 1989 decemberében elhagyta a zenekart, aki ettől kezdve újra a Leukémiára koncentrált. Az új gitáros átmenetileg Tádé (Colorado) lett, majd a zenekar 1990 nyarán Lőrincz Sándor (Lörke) személyében (ex-Trottel, Marina Revue, Qss) megtalálta azt a gitáros-dalszerzőt, aki azóta is meghatározta a zenekar hangzását.

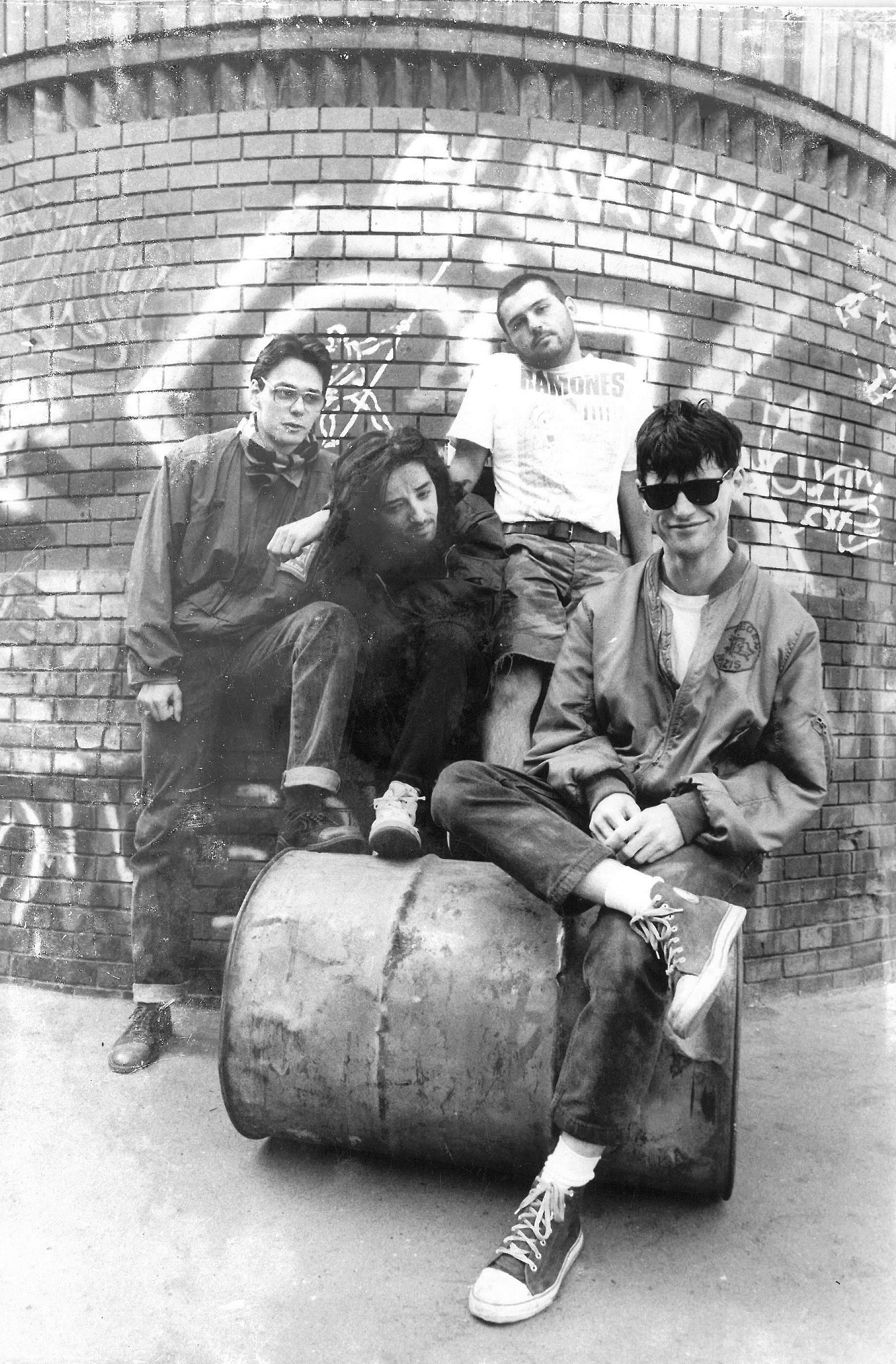
AMD - 1991

Az 1990 végén a Fekete Lyuk kiadó gondozásában megjelent a Ne vonulj be! című kazetta. A zenekar állandó vendége lett az itthoni és az európai kluboknak, ahol olyan zenekarokkal koncerteztek, mint az Idiots, Spermbirds, Rich Kids on the LSD, RIP, Lunacy, Fugazi, Do or Die, Haine Brigade, Bodycount, Carcass.1991 novemberben megjelent minden idők egyik legjobb magyar hardcore albuma, A háború borzalmai, sőt még rosszabb címmel, ami itthon és külföldön is nagyon jó kritikákat kapott. Rengeteg meghívást kapott a zenekar, de a folyamatos külföldi koncertezések elmaradása miatt 1993 végén Sotár kiszállt a zenekarból, majd 1994 augusztusában tragikus hirtelenséggel elhunyt. 

A meghatározó frontembert nagyon nehéz volt pótolni, több énekest kipróbáltak, végül 1994 végén úgy döntöttek, Csébet választják, aki már régebben is játszott a zenekarban. Vele készült el 1995-ben a Túlélők című album. Ez a felállás 1997 végéig tartott, mivel Cséb távozott a bandából.

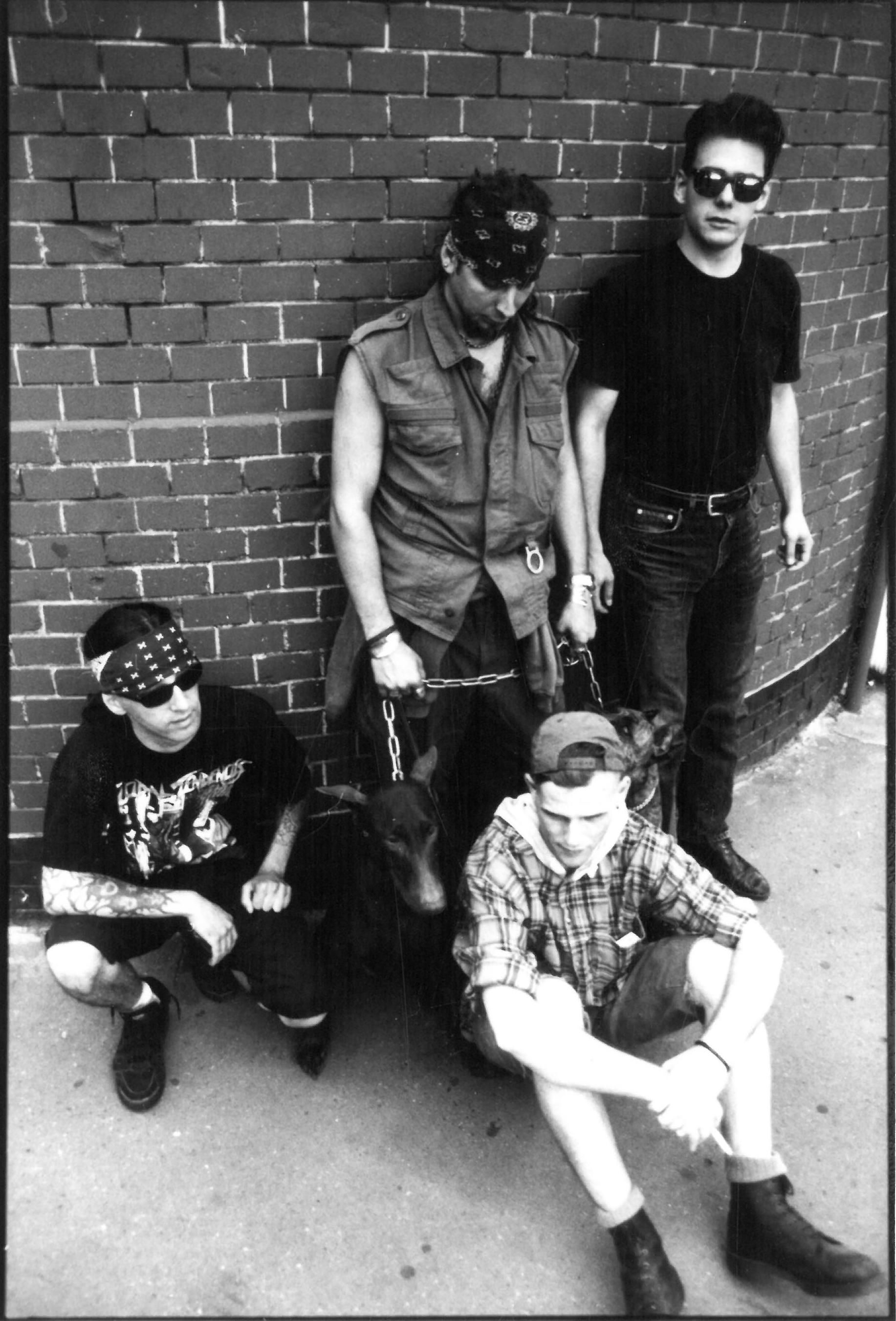
AMD - 1995

1997-től 2000-ig a zenekar folyamatosan énekest keresett, volt néhány koncertjük, más-más felállással, de nem sikerült a megfelelő frontembert megtalálni.
1999-től Kiskovács meghívást kapott az Aurorába, ahol majdnem 10 évig játszott. Úgy tűnt az A.M.D.-nek ezzel vége is.
Aztán 2005-ben egy Ratos de Porao-koncerten újra találkozott a zenekar pár tagja és elgondolkodtak, hogy talán újra színpadra lépnek. 
Az énekesi posztra  /Csiszi/ Csiszka Zsolt /Kevés, Holymans Glory/ került, akit egy A.M.D.- tribute együttesben láttak meg, és még egy gitáros csatlakozott a bandához, Fidó /Psycho, VHK, Korai Öröm/.  
2006-tól újra koncertezni kezdett a banda. Az is gyorsan kiderült, nem nosztalgiázni álltak össze, mivel elkezdtek új dalokat is írni, de a munkát nagyon lassította az a tény, hogy az ország három távoli részében laktak a tagok. A folyamat akkor gyorsult fel mikor Lörke Budapestre költözött.  
Valamint ebben az időben Kiskovács az Aurorában is játszott, ami kissé korlátozta a fellépéseket. De volt olyan mini turné is, hogy a két zenekar együtt játszott. 
A Mindenen kívül album felvétele közben, öt év után újra énekest kellett keresni, mivel az új A.M.D.-lemez megjelenését jelentősen hátráltatta a Budapest–Győr közötti távolság, és Csiszi más irányú elfoglaltságai. Hosszas keresgélés után Seza /Pethő Krisztián/ lett a zenekar énekese. 
Az ezután megjelent Mindenen kívül című új A.M.D.-lemezt már ő énekelte fel, amire 12 új és 6 újra feljátszott, régi dal került. Közel öt évig működött folyamatosan ez a felállás. 
2016-ban először Lörke, majd 2017-ben Fidó elhagyták a zenekart.
2018-ban megjelenik a 88-as demó először 30 év után LP-n, ekkora visszatér a zenekarba az alapító gitáros Füleki Sanyi, és vele együtt csatlakozik gitáron Kemencei Balázs is.
2019-től pedig új dalok születnek, ami 2021-ben Temetetlen Múlt címmel cd formájában megjelenik, és évi /8-10/ koncerttel ismét aktív a zenekar.

## Tagok
- Kiskovács : dob /1987- /
- Sík: basszus /1988- /
- Seza: ének /2011- /
- Füleki Sándor gitár /1987-1989/ /2018- /
- Kemencei Balázs gitár /2018- /

### Korábbi tagok
- Sotár: ének /1987-1993/ elhunyt /1994/
- Cséb: basszus /1987-1988/ ének /1994-1997/
- Csiszi: ének /2006-2010/
- Lörke: gitár /1990-2017/ elhunyt /2019/
- Fidó: gitár /2006-2016/
- Tádé: gitár /1990/

## Diszkográfia
- DEMO 88 (1988)  (MC-LP-CD)
- SUCKING STALIN TOUR 89 (1989)  (MC-LP-CD)
- NE VONULJ BE! (1990)  (MC-LP-CD)
- A HÁBORÚ BORZALMAI SŐT MÉG ROSSZABB (1991)  (MC-LP-CD)
- TÚLÉLŐK (1995)  (MC-LP-CD)
- MINDENEN KÍVÜL (2012)  (CD)
- TEMETETLEN MÚLT (2021)  (CD)